# Paphiopedilum frankeanum
Paphiopedilum frankeanum är en orkidéart som beskrevs av Robert Allen Rolfe. Paphiopedilum frankeanum ingår i släktet Paphiopedilum och familjen orkidéer.
Artens utbredningsområde är Sumatera. Inga underarter finns listade i Catalogue of Life.